# 马奔 (公路工程专家)
马奔（1911年9月—1994年11月），男，直隶定县人，中国公路工程专家，曾任中国土木工程学会秘书长，中国公路学会副理事长，中华人民共和国交通部公路科学研究院院长、交通科学研究院院长。